# بتروسا
بتروسا (شركة البترول والنفط والغاز في جنوب إفريقيا المحدودة) هي شركة النفط الوطنية في جنوب إفريقيا. أنشطتها الرئيسية هي استخراج الغاز الطبيعي من الحقول البحرية حوالي 89 كم من خليج موسيل، وإنتاج الوقود الصناعي من هذا الغاز من خلال عملية الغاز إلى السوائل، واستخراج النفط الخام من حقول النفط قبالة الساحل الجنوبي لجنوب أفريقيا. تقع مصفاة جي تي إل في خليج موسيل. وتبلغ طاقته حوالي 45000 برميل في اليوم ويعالج كل من الغاز والمكثفات لإنتاج الوقود السائل والمواد الكيميائية. وتشارك الشركة أيضا في الاستكشاف والإنتاج.

## وكالة البترول في جنوب إفريقيا
وكالة البترول في جنوب إفريقيا (PASA) هي الجهة التنظيمية الحكومية في مجال التنقيب عن النفط والغاز في المناطق البرية والبحرية. في يونيو 2018 ، فرضت الوكالة قيود ترخيص مؤقتة من أجل إصلاح نظام ترخيص التنقيب عن النفط والغاز في البلاد.

## روابط خارجية
- الموقع الرسمي